# Fairfield (Iowa)
Fairfield é uma cidade localizada no estado americano de Iowa, no Condado de Jefferson.

## Demografia
Segundo o censo americano de 2000, a sua população era de 9509 habitantes.
Em 2006, foi estimada uma população de 9379, um decréscimo de 130 (-1.4%).

## Geografia
De acordo com o United States Census Bureau tem uma área de
15,2 km², dos quais 14,9 km² cobertos por terra e 0,3 km² cobertos por água.

## Localidades na vizinhança
O diagrama seguinte representa as localidades num raio de 20 km ao redor de Fairfield.